# Roye-sur-Matz
Pour les articles homonymes, voir Roye et Matz (homonymie).
Roye-sur-Matz [ʁwa syʁ ma] est une commune française située dans le département de l'Oise en région Hauts-de-France.

## Géographie

### Localisation
Roye-sur-Matz est un village rural picard situé dans le département de l'Oise, mais limitrophe de la Somme, aisément accessible depuis l'ex-RN 17 (actuelle RD 1017).
L'est du territoire communal est traversé par l'autoroute A1.

### Hydrographie

#### Réseau hydrographique
La commune est située dans le bassin Seine-Normandie. Elle est drainée par le Matz et un autre petit cours d'eau,.
Le Matz, d'une longueur de 25 km, prend sa source dans la commune de Canny-sur-Matz et se jette  dans l'Oise à Montmacq, après avoir traversé 17 communes. 

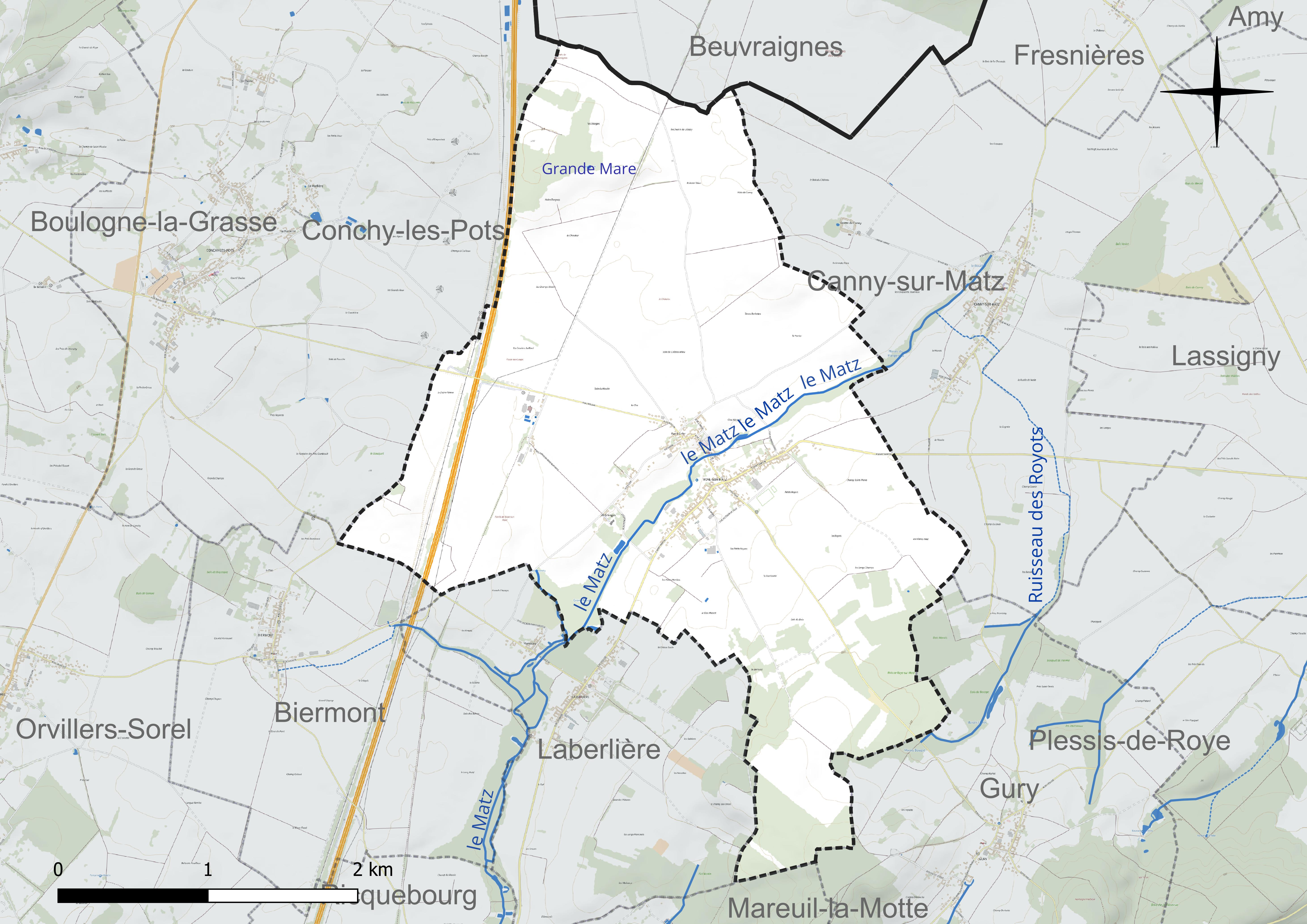
Réseau hydrographique de Roye-sur-Matz.

Un plan d'eau complète le réseau hydrographique : la Grande Mare (0 ha),.

#### Gestion et qualité des eaux
Le territoire communal est couvert par le schéma d'aménagement et de gestion des eaux (SAGE) « Sensée ». Ce document de planification concerne un territoire de 1 013 km2 de superficie, délimité par le bassin versant de l'Oise moyenne. Le périmètre a été arrêté le 24 avril 2017 et le SAGE est, en 2024, encore en élaboration. La structure porteuse de l'élaboration et de la mise en œuvre est le syndicat mixte du SAGE Oise-Moyenne (SMOM). 
La qualité des cours d'eau peut être consultée sur un site dédié géré par les agences de l'eau et l'Agence française pour la biodiversité. 

### Climat
Pour des articles plus généraux, voir Climat des Hauts-de-France et Climat de l'Oise.
En 2010, le climat de la commune est de type climat océanique dégradé des plaines du Centre et du Nord, selon une étude du CNRS s'appuyant sur une série de données couvrant la période 1971-2000. En 2020, Météo-France publie une typologie des climats de la France métropolitaine dans laquelle la commune est exposée à un climat océanique et est dans la région climatique Nord-est du bassin Parisien, caractérisée par un ensoleillement médiocre, une pluviométrie moyenne régulièrement répartie au cours de l'année et un hiver froid (3 °C).
Pour la période 1971-2000, la température annuelle moyenne est de 10,5 °C, avec une amplitude thermique annuelle de 14,7 °C. Le cumul annuel moyen de précipitations est de 690 mm, avec 11,1 jours de précipitations en janvier et 8,7 jours en juillet. Pour la période 1991-2020, la température moyenne annuelle observée sur la station météorologique la plus proche, située sur la commune de Godenvillers à 16 km à vol d'oiseau, est de 11,1 °C et le cumul annuel moyen de précipitations est de 701,9 mm,. Pour l'avenir, les paramètres climatiques de la commune estimés pour 2050 selon différents scénarios d'émission de gaz à effet de serre sont consultables sur un site dédié publié par Météo-France en novembre 2022.

## Urbanisme

### Typologie
Au 1er janvier 2024, Roye-sur-Matz est catégorisée commune rurale à habitat dispersé, selon la nouvelle grille communale de densité à sept niveaux définie par l'Insee en 2022.
Elle est située hors unité urbaine. Par ailleurs la commune fait partie de l'aire d'attraction de Compiègne, dont elle est une commune de la couronne,. Cette aire, qui regroupe 101 communes, est catégorisée dans les aires de 50 000 à moins de 200 000 habitants,.

### Occupation des sols
L'occupation des sols de la commune, telle qu'elle ressort de la base de données européenne d'occupation biophysique des sols Corine Land Cover (CLC), est marquée par l'importance des territoires agricoles (80,9 % en 2018), en diminution par rapport à 1990 (83,5 %). La répartition détaillée en 2018 est la suivante :
terres arables (73,2 %), forêts (12,6 %), zones agricoles hétérogènes (7,6 %), zones urbanisées (3,6 %), zones industrielles ou commerciales et réseaux de communication (3 %). L'évolution de l'occupation des sols de la commune et de ses infrastructures peut être observée sur les différentes représentations cartographiques du territoire : la carte de Cassini (XVIIIe siècle), la carte d'état-major (1820-1866) et les cartes ou photos aériennes de l'IGN pour la période actuelle (1950 à aujourd'hui).

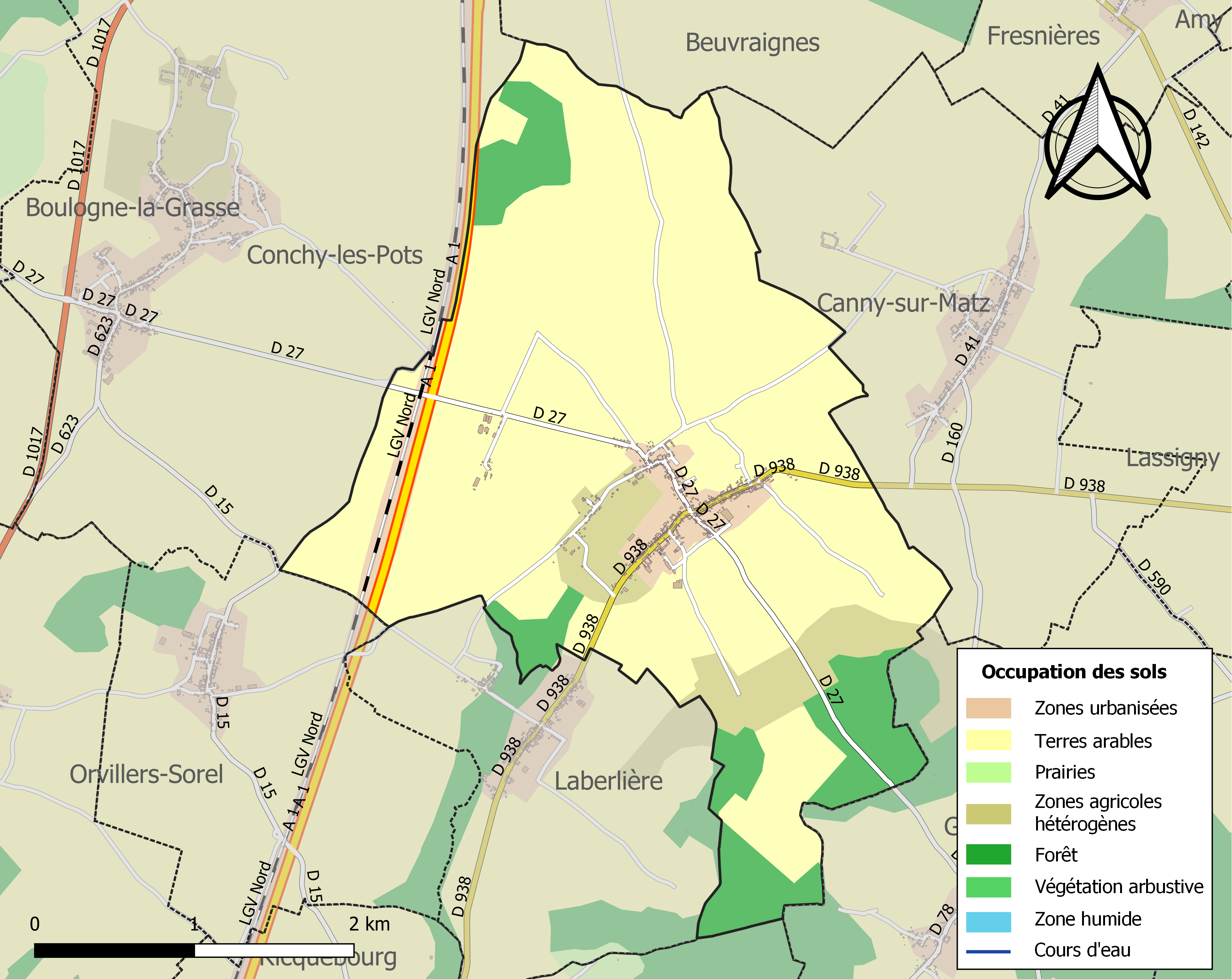
Carte des infrastructures et de l'occupation des sols de la commune en 2018 (CLC).

### Voies de communication et transports
La commune est desservie, en 2023, par les lignes 655, 675, 6303, 6307 et 6334 du réseau interurbain de l'Oise.

## Toponymie
Le nom de la localité est attesté sous les formes Ridi (877) ; de Retio (1106) ; Reum (1145) ; ville que dicitur Rethe versus Conciacum sitam (1147) ; Rei (1162) ; Reticum (1176) ; in villa que dicitur Roya (1177) ; eccl. de Roi (1179) ; altare de Rete (1183) ; Warino de Rete (1196) ; de decima … Retis (vers 1196) ; Rethe super fluvium Massam (XIIe) ; apud Roi sor le mas (1203) ; de Rete (1216) ; Roya (1227) ; villa de Roi supra Massum (1231) ; Roy (1249) ; Roye supra Massum (1249) ; parrochiam de Roisselemat (1261) ; Roys super Massum (1300) ; Roy supra Massum (vers 1320) ; Roye (1351) ; Roye soubz Mas (1469) ; Roy sur le Mas (1517) ; Rois sur Ma (1579) ; Roye sur le mas (1584) ; Roye sur le Matz (1720) ; Matz libre (1794) ; Roye-sur-Matz (1840).
De l'appellatif gaulois rito, latinisé en ritum, « gué ».

Le village tire son nom du fait de sa situation sur le Matz, rivière qui est un affluent de l'Oise.
Durant la Révolution française, la commune porte le nom de Source-du-Matz, du fait de l'étymologie populaire du mot roi (orthographié « roy » jusqu'à la rectification orthographique de 1740).

## Histoire
Première Guerre mondiale
Le village est pratiquement détruit à la fin de la guerre et a  été décoré de la Croix de guerre 1914-1918, le 15 février 1921.

## Politique et administration

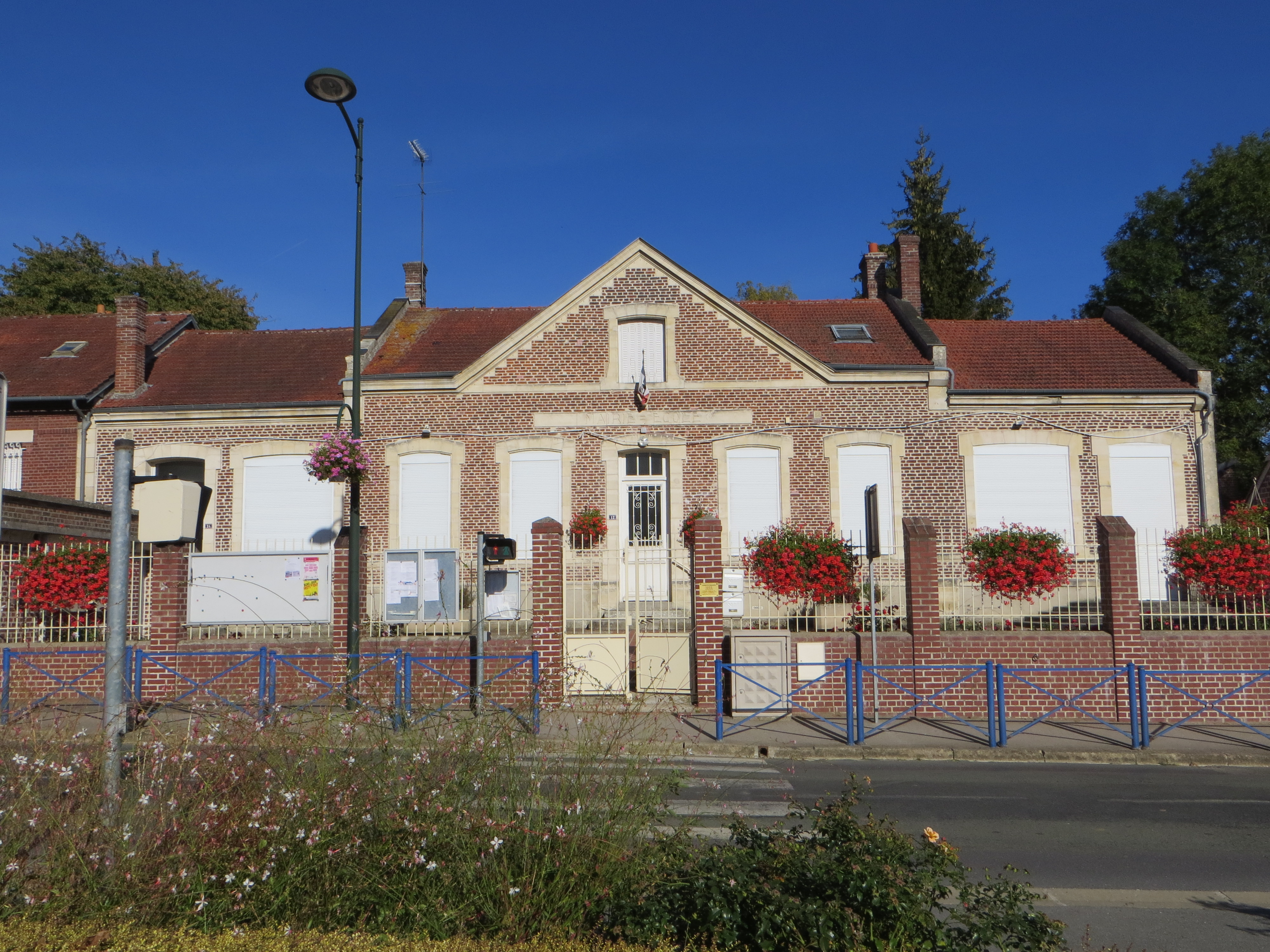
La mairie.

### Rattachements administratifs et électoraux
La commune se trouve dans l'arrondissement de Compiègne du département de l'Oise. Pour l'élection des députés, elle fait partie depuis 1988 de la sixième circonscription de l'Oise.
Elle faisait partie depuis 1801 du canton de Lassigny. Dans le cadre du redécoupage cantonal de 2014 en France, la commune est désormais intégrée au canton de Thourotte.

### Intercommunalité
La commune est membre de la communauté de communes du Pays des Sources, créée en 1997.

### Liste des maires
| Période                                  | Période                        | Identité           | Étiquette | Qualité                                 |
| ---------------------------------------- | ------------------------------ | ------------------ | --------- | --------------------------------------- |
| Les données manquantes sont à compléter. |                                |                    |           |                                         |
| mars 2001                                | mars 2008                      | Marie-Sylvie Guiot |           |                                         |
| mars 2008                                | 2020                           | William Perron     |           | Retraité Réélu pour le mandat 2014-2020 |
| 2020                                     | En cours (au 21 décembre 2020) | François Fillon    |           |                                         |

## Population et société

### Démographie

#### Évolution démographique
L'évolution du nombre d'habitants est connue à travers les recensements de la population effectués dans la commune depuis 1793. Pour les communes de moins de 10 000 habitants, une enquête de recensement portant sur toute la population est réalisée tous les cinq ans, les populations de référence des années intermédiaires étant quant à elles estimées par interpolation ou extrapolation. Pour la commune, le premier recensement exhaustif entrant dans le cadre du nouveau dispositif a été réalisé en 2005.

En 2022, la commune comptait 451 habitants, en évolution de −1,96 % par rapport à 2016 (Oise : +0,87 %, France hors Mayotte : +2,11 %).
| 1793 | 1800 | 1806 | 1821 | 1831 | 1836 | 1841 | 1846 | 1851 |
| ---- | ---- | ---- | ---- | ---- | ---- | ---- | ---- | ---- |
| 464  | 469  | 624  | 503  | 524  | 541  | 500  | 500  | 519  |

| 1856 | 1861 | 1866 | 1872 | 1876 | 1881 | 1886 | 1891 | 1896 |
| ---- | ---- | ---- | ---- | ---- | ---- | ---- | ---- | ---- |
| 492  | 505  | 503  | 504  | 490  | 540  | 561  | 508  | 451  |

| 1901 | 1906 | 1911 | 1921 | 1926 | 1931 | 1936 | 1946 | 1954 |
| ---- | ---- | ---- | ---- | ---- | ---- | ---- | ---- | ---- |
| 439  | 448  | 442  | 370  | 385  | 384  | 401  | 390  | 351  |

| 1962 | 1968 | 1975 | 1982 | 1990 | 1999 | 2005 | 2006 | 2010 |
| ---- | ---- | ---- | ---- | ---- | ---- | ---- | ---- | ---- |
| 370  | 360  | 325  | 317  | 361  | 379  | 408  | 410  | 450  |

| 2015 | 2020 | 2022 | - | - | - | - | - | - |
| ---- | ---- | ---- | - | - | - | - | - | - |
| 461  | 458  | 451  | - | - | - | - | - | - |

#### Pyramide des âges
La population de la commune est relativement jeune.
En 2018, le taux de personnes d'un âge inférieur à 30 ans s'élève à 35,2 %, soit en dessous de la moyenne départementale (37,3 %). À l'inverse, le taux de personnes d'âge supérieur à 60 ans est de 22,5 % la même année, alors qu'il est de 22,8 % au niveau départemental.
En 2018, la commune comptait 226 hommes pour 237 femmes, soit un taux de 51,19 % de femmes, légèrement supérieur au taux départemental (51,11 %).
Les pyramides des âges de la commune et du département s'établissent comme suit.
| Hommes | Classe d’âge | Femmes |
| ------ | ------------ | ------ |
| 0,4    | 90 ou +      | 1,7    |
| 4,0    | 75-89 ans    | 5,6    |
| 17,0   | 60-74 ans    | 16,2   |
| 22,8   | 45-59 ans    | 20,1   |
| 21,0   | 30-44 ans    | 20,9   |
| 17,9   | 15-29 ans    | 15,0   |
| 17,0   | 0-14 ans     | 20,5   |

| Hommes | Classe d’âge | Femmes |
| ------ | ------------ | ------ |
| 0,5    | 90 ou +      | 1,4    |
| 5,5    | 75-89 ans    | 7,6    |
| 15,6   | 60-74 ans    | 16,3   |
| 20,8   | 45-59 ans    | 20     |
| 19,4   | 30-44 ans    | 19,4   |
| 17,6   | 15-29 ans    | 16,2   |
| 20,6   | 0-14 ans     | 19,1   |

### Enseignement
Roye-sur-Matz compte une école, située entre l'église et la mairie. Elle accueille chaque année deux classes pouvant aller du CP au CE2. L'établissement fait partie d'un regroupement pédagogique intercommunal (RPI) regroupant les communes de Canny-sur-Matz, Conchy-les-Pots, Boulogne-la-Grasse, et Roye-sur-Matz.
Un nouveau bâtiment est en cours de construction pour cette école, dont la livraison est escomptée en 2020

## Culture locale et patrimoine

### Lieux et monuments
- L'église Saint-Martin, implantée sur la pente constituant le versant nord de la vallée du Matz, détruite durant la Première Guerre mondiale et reconstituée dans l'Entre-deux-guerres.

Son mobilier comprend notamment un maître-autel, des boiseries et une chaire à prêcher de style Art déco
- Le village de Roye-sur-Matz compte un monument aux morts et une stèle :
  - Le monument aux morts est situé dans le cimetière du village et rend hommages aux hommes morts pour la France durant les deux Guerres mondiales.
  - La stèle est dressée dans le hameau de la Gare. Il rend hommage aux tirailleurs marocains mort dans une bataille à proximité du village. Au cours de chaque commémoration (le 8 mai et le 11 novembre notamment), les habitants se rendent sur les deux monuments afin de marquer une minute de silence et chanter la Marseillaise.

### Personnalités liées à la commune
- Mgr Jacques Delaporte, né le 11 octobre 1926 à Roye-sur-Matz, mort en 1999, a été archevêque de Cambrai (1980-1999).